# جريمة الفصل العنصري

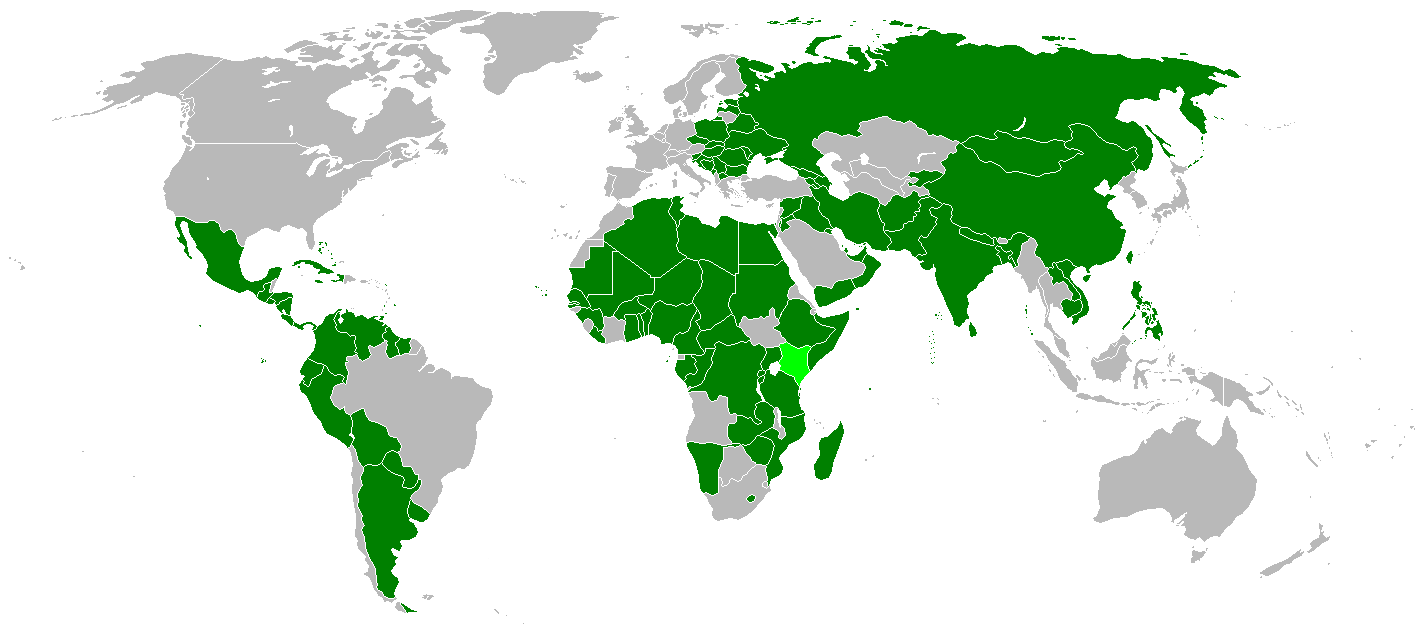
الدول الموقعة على الاتفاقية الدولية عام 1973 بشأن قمع ومعاقبة جريمة الفصل العنصري: الدول الأعضاء باللون الأخضر الداكن والدول التي وقعت ولكنها لم تصدق الاتفاقية باللون الأخضر الفاتح والدول غير الأعضاء باللون الرمادي.

يتم تعريف جريمة الفصل العنصري من قبل نظام روما الأساسي لعام 2002 للمحكمة الجنائية الدولية عن الأفعال اللاإنسانية ذات الطابع المماثل لغيرها من الجرائم ضد الإنسانية «التي ارتكبت في سياق نظام مؤسسي قائم على القمع والسيطرة بصورة منهجية من جانب جماعة عرقية واحدة على أي مجموعات أو مجموعات عنصرية أخرى وترتكب بنية الإبقاء على ذلك النظام».
في 30 نوفمبر 1973 افتتحت الجمعية العامة للأمم المتحدة للتوقيع والتصديق على الاتفاقية الدولية لقمع ومعاقبة جريمة الفصل العنصري. تعريف جريمة الفصل العنصري بأنها «أعمال غير إنسانية ارتكبت لغرض إنشاء وإدامة هيمنة فئة عنصرية من الأشخاص على أية مجموعة عرقية أخرى أو أشخاص وقمعهم بشكل منهجي».
- الاتفاقية الدولية لقمع ومعاقبة جريمة الفصل العنصري:-

وتتضمن هذه الاتفاقية 19 مادة وتتضمن هذه الاتفاقية في موادها كالتالى: كل إنسان أن يتمتع بجميع الحقوق والحريات دون تمييز من أي نوع،
والتمييز بسبب العرق أو اللون أو الأصل القومي، وتأخذ بعين الاعتبار إعلان منح الاستقلال للبلدان والشعوب المستعمرة،
الذي أعلنت فيه الجمعية العامة أنه لا يمكن مقاومة مسار حركة التحرر أو عكس وجهتها، وأن من الواجب، خدمة للكرامة الإنسانية والتقدم والعدالة، وضع حد للاستعمار وجميع أساليب العزل والتمييز، وتلاحظ أن الدول كما تقول الاتفاقية الدولية للقضاء علي جميع أشكال التمييز العنصري،
ترفض بصفة خاصة العزل العنصري والفصل العنصري وتتعهد بمنع وحظر وإزالة كل الممارسات المماثلة في الأقاليم الداخلة في ولايتها، وتلاحظ أن اتفاقية منع جريمة الإبادة الجماعية والمعاقبة عليها قد نصت علي أن بعض الأفعال التي يمكن وصفها أيضا بأنها من أفعال الفصل العنصري تشكل جريمة بنظر القانون الدولي،
و أن اتفاقية عدم تقادم جرائم الحرب والجرائم المرتكبة ضد الإنسانية تصف «الأفعال اللاإنسانية الناجمة عن سياسة الفصل العنصري» بأنها جرائم ضد الإنسانية،
و أن الجمعية العامة للأمم المتحدة قد اتخذت عددا من القرارات شجبت فيها سياسات الفصل العنصري وممارساته بوصفها جرائم ضد الإنسانية،
و أن مجلس الأمن قد شدد علي أن الفصل العنصري ومواصلة تعميقه وتوسيع مجالاته أمور خطيرة التعكير والتهديد للسلم والأمن الدوليين، واقتناعا منها بأن من أمرها عقد اتفاقية دولية لقمع جريمة الفصل العنصري والمعاقبة عليها أن يمكن من اتخاذ تدبير أفعل علي المستويين الدولي والقومي،
بهدف قمع جريمة الفصل العنصري ومعاقبة من يرتكبها.